# Trolska Polska
Trolska Polska er en dansk/svensk musikgruppe, der spiller nyskrevet skandinavisk folkemusik inspireret af trolde og nordisk overtro. Gruppen er samlet omkring multiinstrumentalisten Martin Seeberg, som er kendt fra flere andre folkemusikgrupper som Sorten Muld, Instinkt, Virelai og Valravn. Flere andre af gruppens medlemmer har spillet i forskellige middelaldergrupper.

## Historie
Bandet blev oprindelig dannet af Martin Seeberg i anledning af folkemusikfestivalen Musik Over Præstø Fjord i 2011.
I 2013 udgav gruppen en EP, der senere samme år resulterede i at Trolska Polska blev nomineret til "Årets talent" på Danish Music Awards Folk.
Gruppens debutalbum, Moss, udkom i 2014 og blev godt modtaget. Rootzones anmelder skrev, at det var "en aldeles glimrende, stemningsmættet og særdeles velspillet plade, og anmelderen kan næsten se troldene dukke frem fra hjørner og kroge. De skal være så velkomne, de kære væsner." Den svenske musikside Lira skrev, at "De utmärkta kompositionerna och det mycket dynamiska spelet gör Moss till en fantastiskt bra skiva som har gått varm hos mig sedan den landade i brevlådan, ofta med minst en daglig lyssning."  Albummet blev nomineret til "Årets udgivelse" ved DMA Folk, og Martin Seeberg vandt prisen som "Årets komponist / sangskriver". Samme år optrådte de også på den hollandske musikfestival Castlefest.
I 2016 modtog Seeberg DJBFAs hæderspris.
I slutningen af året udkom gruppens andet studiealbum Untold Tails. Rootzones anmelder skrev at der kraftig "opfordres til en eventyrlig rejse ind i troldenes stemningsdampende verden...". Untold Tails blev nomineret til prisen Årets Udgivelse og Seeberg blev nomineret til prisen Årets Komponist for albummet ved DMA Folk i 2017.
I 2020 udkom gruppens tredje album, Eufori, som blev kaldt Seebergs "måske mest gennemarbejdede og sammenhængende musikalske epos til dato". Albummet modtog prisen Årets Danske Rootskomponist ved DMA Roots i 2021.

## Medlemmer
- Martin Seeberg - violin, bratsch
- Malte Zeberg - kontrabas, mandolin
- Alexandra Nilsson - cello
- Lasse Væver Jacobsen - nøgleharpe, violin, viola d'Amore
- Magnus Heebøll Jacobsen - percussion
- Søren Vinther Røgen - 12-strenget guitar, cittern, mandolin
- Mads Kjøller Henningsen - fløjter, drejelire, sækkepibe

## Diskografi
- 2014 Moss
- 2016 Untold Tails
- 2020 Eufori